# Pécs-Baranya FC
A Pécs-Baranya Futball Club egy megszűnt labdarúgócsapat, melynek székhelye Pécsett volt. A csapat legjobb eredménye az NB I-ben egy kilencedik helyezés még az 1929-30-as idényből. 1935-ben a klub egyesült a Somogy FC csapatával.

## Híres játékosok
* a félkövérrel írt játékosok rendelkeznek felnőtt válogatottsággal.
- Biri János
- Kautzky József
- Szulik Rezső
- Tritz Lőrinc
- Wetzer Rudolf

## Sikerek
NB I
- Résztvevő: 1929-30, 1930-31

NB II
- Bajnok: 1928-29